# Crytea guineana
Crytea guineana là một loài tò vò trong họ Ichneumonidae.